# لیدوس
لیدوس (به انگلیسی: Leidos) شرکت فناوری اطلاعات، هوانوردی، صنایع دفاعی و تحقیقات زیست‌پزشکی آمریکایی است، که در زمینه ارائه سامانه‌های امنیت اطلاعات و امنیت رایانه‌ای، خدمات مهندسی، نیروهای مسلح خصوصی، راهکارهای امنیت ملی و جنگ سایبری، سامانه‌های اسکن و شناسایی مواد منفجره و تجهیزات پزشکی فعالیت می‌نماید.
شرکت لایدوس در سال ۱۹۶۹ توسط جان رابرت بایستر در شهر لا هویا، کالیفرنیا، تحت نام شرکت سایک تأسیس شد. این شرکت اکنون چهارمین پیمانکار بزرگ پروژه‌های دفاعی وزارت دفاع ایالات متحده آمریکا می‌باشد و دامنۀ گسترده‌ای از خدمات را به وزارت امنیت داخلی ایالات متحده آمریکا، جامعه اطلاعاتی ایالات متحده آمریکا، آژانس امنیت ملی ایالات متحده آمریکا، آژانس اطلاعات دفاعی، اف‌بی‌آی و سازمان سیا عرضه می‌نماید و در طول دو دهه گذشته همواره جزء ۱۰ پیمانکار نخست طرف قراردادهای امنیتی و اطلاعاتی دولت فدرال ایالات متحده آمریکا بوده‌است.
دفتر مرکزی شرکت لیدوس در شهر رستون، ویرجینیا، ایالات متحده آمریکا قرار دارد و کارخانجات آن در شهر رستون، ویرجینیا مستقر می‌باشند. بخشی از سهام شرکت لیدوس در بازار بورس نیویورک معامله می‌شود.